# Tlahuizcalpantecuhtli
Tlahuizcalpantecuhtli (del náhuatl: tlahuizcalpantecuhtli ‘el señor en la aurora’‘ tlahuizcalli, “la aurora”; pan, “en”; tecuhtli, “señor” ’) en la mitología mexica, energía del amanecer, la deidad colorida sonrosada de la aurora. Como su nombre indica, Tlahuizcalpantecuhtli, el Señor de la Estrella del Alba, es la personificación del lucero de la mañana, el planeta Venus, lo que lo convierte en una manifestación de Quetzalcóatl. En algunas páginas del códice Borgia aparece como un esqueleto arquero. En ciertas trecenas se dice que desafió al sol, pero Tonatiuh lo mató convirtiéndolo en Itztlacoliuhqui-Ixquimilli. En general, Tlahuizcalpantecuhtli se consideraba una energía peligrosa. Está asociado a Quetzalcoatl.
Se menciona que fue adoptado como deidad por los toltecas, y que posteriormente algunas otras culturas lo retomaron (como los mexicas), en ocasiones se le relaciona con Quetzalcóatl "la serpiente emplumada" el cual simbolizaba al planeta Venus. Entonces, se le conocía como Tlahuizcalpantecuhtli o estrella de la mañana y además como estrella de la tarde se conocía por el nombre de Xolotl, o su hermano gemelo, como lo llamaban en algunas civilizaciones. Por lo que Tlahuizcalpan lo podemos interpretar como "estrella del amanecer". Aunque claro, podría haber discrepancias con otras versiones y alguien más podrá decir que no necesariamente significa eso, como bien dice la leyenda que se encuentra en el edificio que puede leerse: TLAHUIZCALPAN (lugar donde nace la luz). En el Calendario Mexica, Tlahuizcalpantecuhtli es el patrón de la trecena que empieza el día Ce Cóatl ( 1 Serpiente) y que finaliza con el día Mahtlactli Omei Ollin (13 Movimiento). En este está emparejado con Xiuhtecuhtli, energía del fuego.